# Liste der Biografien/Corg
Liste der Biografien |
Portal Biografien |
Personensuche
# |
A |
B |
C |
D |
E |
F |
G |
H |
I |
J |
K |
L |
M |
N |
O |
P |
Q |
R |
S |
T |
U |
V |
W |
X |
Y |
Z |
?
 
Ca |
Cb |
Cc |
Ce |
Ch |
Ci |
Cj |
Ck |
Cl |
Cm |
Cn |
Co |
Cr |
Cs |
Ct |
Cu |
Cv |
Cw |
Cy |
Cz
 
Coa–Cod |
Coe–Cok |
Col |
Com |
Con |
Coo–Coq |
Cor |
Cos |
Cot |
Cou |
Cov |
Cow |
Cox |
Coy |
Coz
 
Cora |
Corb |
Corc |
Cord |
Core |
Corf |
Corg |
Cori |
Cork |
Corl |
Corm |
Corn |
Coro |
Corp |
Corr |
Cors |
Cort |
Coru |
Corv |
Corw |
Cory |
Corz
Die Liste der Biografien führt alle Personen auf, die in der deutschsprachigen Wikipedia einen Artikel haben. Dieses ist eine Teilliste mit 6 Einträgen von Personen, deren Namen mit den Buchstaben „Corg“ beginnt.

## Corg

### Corga
- Corgan, Billy (* 1967), US-amerikanischer Musiker, Musikproduzent, Songschreiber und LyrikerBilly Corgan (* 1967)

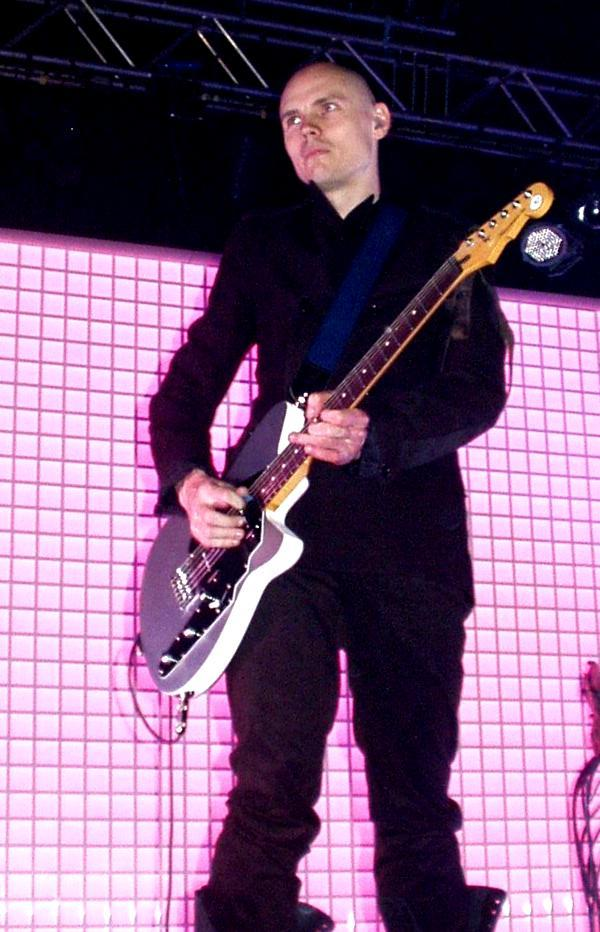
Billy Corgan (* 1967)

### Corge
- Corge, Carl (* 1865), deutscher Theaterschauspieler

### Corgh
- Corghi, Azio (1937–2022), italienischer Komponist und Musikpädagoge
- Corghi, Benito (1938–1976), italienisches Todesopfer an der innerdeutschen Grenze

### Corgn
- Corgnati, Maurizio (1917–1992), italienischer Regisseur und Autor

### Corgo
- Corgos, Antonio (* 1960), spanischer Leichtathlet